# Umzimvubu
Umzimvubu est une municipalité locale située dans le district d'Alfred Nzo, dans la province du Cap oriental, en Afrique du Sud. En 2011, sa population est de 191 620 habitants.

## Source
- (en) Cet article est partiellement ou en totalité issu de l’article de Wikipédia en anglais intitulé « Umzimvubu Local Municipality » (voir la liste des auteurs).